# DHB-Pokal 2004/05
Der DHB-Pokal 2004/05 war die 31. Austragung des Handballpokalwettbewerbs der Herren. Das Finale fand am 17. April 2005 in der mit 12.500 Besuchern ausverkauften Color Line Arena in Hamburg statt. Sieger wurde zum dritten Mal in Folge die SG Flensburg-Handewitt.

## Modus
Es traten 108 Mannschaften aus der Bundesliga, der 2. Bundesliga, der Regionalliga, der Oberliga und dem Landesverband unterhalb der Oberliga im K.-o.-System gegeneinander an. Es wurden fünf Hauptrunden ausgetragen. Danach erfolgte die weitere Ausspielung mit zwei Halbfinalspielen und einem Finale im Final Four.

## 1. Runde
Die Begegnungen der 1. Runde fanden, ohne Beteiligung der 18 Erstligavereine, hauptsächlich am 4. und 5. September 2004 statt. Der Dessauer HV und die HSG Römerwall kamen durch ein Freilos in die 2. Runde.

### Nord
| Heimmannschaft            |   | Gastmannschaft            | Ergebnis                   |
| ------------------------- | - | ------------------------- | -------------------------- |
| HSG Augustdorf/Hövelhof   | – | Reinickendorfer Füchse    | 22:19 (9:7)                |
| HSG Niestetal-Staufenberg | – | VfL Fredenbeck            | 31:32 (27:27, 14:15) n. V. |
| LTV Wuppertal             | – | SG Solingen               | 25:31 (9:15)               |
| Eintracht Hildesheim      | – | SV Anhalt Bernburg        | 28:23 (12:9)               |
| Stralsunder HV            | – | TuS Spenge                | 30:27 (14:13)              |
| HSG Nörthen-Angerstein    | – | 1. SV Concordia Delitzsch | 23:37 (12:21)              |
| MTV Rheinwacht Dinslaken  | – | Ahlener SG                | 21:35 (8:14)               |
| TSV Burgdorf              | – | TSV Altenholz             | 35:33 (29:29, 14:14) n. V. |
| TV Emsdetten              | – | SG Achim/Baden            | 38:37 (32:32, 13:15) n. V. |
| HG Norderstedt II         | – | HSG Varel                 | 23:30 (9:13)               |
| Ludwigsfelder HC          | – | HSG Wolffen 2000          | 31:28 (11:14)              |
| Büdelsdorfer TSV          | – | Ahrensburger TSV          | 25:28 (11:12)              |
| TSV Mildstedt             | – | TG Münden                 | 29:36 (15:18)              |
| ATSV Stockelsdorf         | – | HTSV Habenhausen          | 27:34 (11:17)              |
| DHK Flensborg             | – | TSV Anderten              | 33:30 (15:11)              |
| MTV Jever                 | – | SG HC Einheit Halle       | 29:30 (15:15)              |
| SG Eintracht Heessen      | – | TSV Hürup                 | 41:43 (31:31, 13:14) n. V. |
| HC Empor Rostock          | – | HSG Tarp-Wanderup         | 36:27 (15:10)              |
| OSC Rheinhausen           | – | HG 85 Köthen              | 27:28 (13:15)              |
| HSG Henstedt-Ulzburg      | – | HSG Schwerte-Westhofen    | 28:31 (16:16)              |
| Stralsunder HV II         | – | SG Flensburg-Handewitt II | 21:44 (8:20)               |
| HSG Varel II              | – | SV Beckdorf               | 30:29 (14:14)              |

### Süd
| Heimmannschaft              |   | Gastmannschaft            | Ergebnis      |
| --------------------------- | - | ------------------------- | ------------- |
| TSV Ottobeuren              | – | SG Köndringen/Teningen    | 29:32 (15:12) |
| HSG Konstanz                | – | SG Willstätt/Schutterwald | 30:31 (12:12) |
| SG Werratal 92              | – | TSG Oberursel             | 32:18 (17:8)  |
| HC Erlangen                 | – | TSG Oßweil                | 35:40 (18:20) |
| SV Urmitz                   | – | SG Kronau-Östringen II    | 25:31 (11:18) |
| MSG Melsungen/Böddiger      | – | HBW Balingen-Weilstetten  | 34:19 (19:12) |
| VfL Waiblingen              | – | TV Gelnhausen             | 29:33 (17:15) |
| TV Vallendar                | – | SG Kronau-Östringen       | 21:31 (11:15) |
| TV Nieder-Olm               | – | ThSV Eisenach             | 23:24 (8:13)  |
| HSG Vulkan Vogelsberg       | – | VTZ Saarpfalz             | 32:31 (13:17) |
| SG Bietigheim-Metterzimmern | – | TSG Groß-Bieberau         | 29:27 (14:12) |
| SC Riesa                    | – | TSG Friesenheim II        | 28:27 (16:9)  |
| SG Bruchköbel               | – | HSG Gensungen/Felsberg    | 25:42 (11:20) |
| HC Dresden                  | – | TuSpo Obernburg           | 24:31 (12:14) |
| TSV Pfungstadt              | – | EHV Aue                   | 21:34 (13:17) |
| Wermelskirchener TV         | – | VTV Mundenheim            | 42:20 (19:6)  |
| HG Oftersheim/Schwetzingen  | – | TSV Bayer Dormagen        | 16:23 (7:11)  |
| DJK BTB Aachen              | – | SC Bayer 05 Uerdingen     | 28:27 (10:12) |
| Laichlinger TV              | – | SG Unterhausen            | 33:35 (15:18) |
| TSV Friedberg               | – | HSC 2000 Coburg           | 18:21 (8:8)   |
| Borussia Mönchengladbach    | – | TSG Friesenheim           | 16:30 (8:12)  |
| TSV Deizisau                | – | TV Kornwestheim           | 25:33 (11:17) |

## 2. Runde
Die Begegnungen der 2. Runde fanden hauptsächlich am 29. September 2004 statt.
| Heimmannschaft            |   | Gastmannschaft              | Ergebnis                          |
| ------------------------- | - | --------------------------- | --------------------------------- |
| ATSV Habenhausen          | – | THW Kiel                    | 24:42 (12:21)                     |
| Frisch Auf Göppingen      | – | TV Großwallstadt            | 29:23 (15:9)                      |
| 1. SV Concordia Delitzsch | – | HSV Hamburg                 | 26:29 (8:15)                      |
| HG 85 Köthen              | – | Eintracht Hildesheim        | 26:35 (11:18)                     |
| Ahrensburger TSV          | – | Stralsunder HV              | 19:39 (13:13)                     |
| Ludwigsfelder HC          | – | TuS N-Lübbecke              | 31:42 (15:20)                     |
| SG Flensburg-Handewitt    | – | Wilhelmshavener HV          | 34:28 (18:15)                     |
| DHK Flensborg             | – | SV Post Schwerin            | 23:31 (13:14)                     |
| HSG Schwerte-Westhofen    | – | SG Solingen                 | 18:39 (12:20)                     |
| HSG Augustdorf/Hövelhof   | – | TV Emsdetten                | 34:36 (28:28, 23:23, 11:9) n. V.  |
| TSV Hürup                 | – | SG Flensburg-Handewitt II   | 29:44 (11:27)                     |
| TG Münden                 | – | Ahlener SG                  | 27:38 (15:17)                     |
| HSG Varel II              | – | SC Magdeburg                | 19:46 (9:24)                      |
| TSV Burgdorf              | – | HSG Varel                   | 25:27 (13:16)                     |
| Dessauer HV               | – | HSG Nordhorn                | 25:36 (9:19)                      |
| HC Empor Rostock          | – | VfL Fredenbeck              | 27:31 (13:13)                     |
| SG HC Einheit Halle       | – | GWD Minden                  | 27:37 (13:18)                     |
| SG Kronau/Östringen II    | – | SG Leutershausen            | 31:38 (19:20)                     |
| TSG Friesenheim           | – | HSG Römerwall               | 41:14 (16:11)                     |
| SC Riesa                  | – | TV Kornwestheim             | 17:37 (10:19)                     |
| HSG Gensungen/Felsberg    | – | TBV Lemgo                   | 23:39 (14:21)                     |
| TV Gelnhausen             | – | TSG Oßweil                  | 39:40 (35:35, 29:29, 16:15) n. V. |
| DJK BTB Aachen            | – | TSV Bayer Dormagen          | 19:37 (11:20)                     |
| EHV Aue                   | – | HSG Düsseldorf              | 29:36 (13:20)                     |
| SG Werratal 92            | – | SG Kronau/Östringen         | 28:25 (11:11)                     |
| SG Köndringen/Teningen    | – | SG Bietigheim-Metterzimmern | 31:30 (17:17)                     |
| Wermelskirchener TV       | – | TuSpo Obernburg             | 26:25 (14:11)                     |
| HSC 2000 Coburg           | – | ThSV Eisenach               | 31:41 (16:20)                     |
| SG Willstätt/Schutterwald | – | VfL Pfullingen              | 25:21 (8:9)                       |
| HSG Vulkan Vogelsberg     | – | HSG Wetzlar                 | 24:32 (15:17)                     |
| VfL Gummersbach           | – | TUSEM Essen                 | 30:29 (15:17)                     |
| MSG Melsungen/Böddiger    | – | SG Wallau/Massenheim        | 26:30 (12:16)                     |

## 3. Runde
Die Begegnungen der 3. Runde fanden hauptsächlich am 3. November 2004 statt.
| Heimmannschaft         |   | Gastmannschaft            | Ergebnis                                           |
| ---------------------- | - | ------------------------- | -------------------------------------------------- |
| TV Emsdetten           | – | THW Kiel                  | 25:43 (12:25)                                      |
| SC Magdeburg           | – | VfL Gummersbach           | 32:31 (18:16)                                      |
| TBV Lemgo              | – | GWD Minden                | 41:25 (23:17)                                      |
| SV Post Schwerin       | – | SG Flensburg-Handewitt    | 26:38 (13:20)                                      |
| SG Solingen            | – | Frisch Auf Göppingen      | 20:29 (10:16)                                      |
| HSG Varel              | – | HSG Düsseldorf            | 33:32 (31:31, 30:30, 29:29, 27:27, 10:12) n. 2. V. |
| ThSV Eisenach          | – | HSG Wetzlar               | 25:37 (13:17)                                      |
| SG Leutershausen       | – | SG Wallau/Massenheim      | 24:32 (10:14)                                      |
| Stralsunder HV         | – | HSV Hamburg               | 23:33 (9:14)                                       |
| VfL Fredenbeck         | – | HSG Nordhorn              | 32:41 (15:18)                                      |
| TSV Bayer Dormagen     | – | Ahlener SG                | 28:22 (14:15)                                      |
| Eintracht Hildesheim   | – | TSG Oßweil                | 30:27 (14:14)                                      |
| TV Kornwestheim        | – | SG Willstätt/Schutterwald | 35:32 (27:27, 18:15) n. V.                         |
| SG Werratal 92         | – | TSG Friesenheim           | 26:27 (10:16)                                      |
| Wermelskirchener TV    | – | TuS N-Lübbecke            | 29:42 (15:21)                                      |
| SG Köndringen/Teningen | – | SG Flensburg-Handewitt II | 40:25 (20:16)                                      |

## 4. Runde
Die Begegnungen der 4. Runde fanden hauptsächlich am 1. Dezember 2004 statt.
| Heimmannschaft                                                                           |   | Gastmannschaft         | Ergebnis          |
| ---------------------------------------------------------------------------------------- | - | ---------------------- | ----------------- |
| THW Kiel                                                                                 | – | TSG Friesenheim        | 40:25 (22:9)      |
| Frisch Auf Göppingen                                                                     | – | HSG Varel              | 38:26 (17:16)     |
| TBV Lemgo                                                                                | – | HSG Wetzlar            | 37:28 (23:14)     |
| TV Kornwestheim                                                                          | – | Eintracht Hildesheim   | 28:33 (14:16)     |
| TuS N-Lübbecke                                                                           | – | SG Flensburg-Handewitt | 39:47 (17:21)     |
| TSV Bayer Dormagen                                                                       | – | HSG Nordhorn           | 26:27 (13:13)     |
| HSV Hamburg                                                                              | – | SC Magdeburg           | 30:24 (15:12)     |
| SG Köndringen/Teningen                                                                   | – | SG Wallau/Massenheim   | 27:40 (11:19) (*) |
| (*) Das Spiel musste wiederholt werden. Ergebnis des Wiederholungsspieles: 23:45 (10:19) |   |                        |                   |

## 5. Runde
Die Begegnungen der 5. Runde fanden hauptsächlich am 16. Februar 2005 statt.
| Heimmannschaft       |   | Gastmannschaft         | Ergebnis      |
| -------------------- | - | ---------------------- | ------------- |
| THW Kiel             | – | TBV Lemgo              | 33:30 (18:14) |
| HSG Nordhorn         | – | SG Wallau/Massenheim   | 44:27 (22:11) |
| HSV Hamburg          | – | SG Flensburg-Handewitt | 27:33 (12:15) |
| Eintracht Hildesheim | – | Frisch Auf Göppingen   | 29:32 (14:15) |

## Final Four
Die Pokalendrunde wurde am 16. und 17. April 2005 in der Color Line Arena in Hamburg ausgetragen.

### Halbfinale
| Heimmannschaft         |   | Gastmannschaft | Ergebnis                   |
| ---------------------- | - | -------------- | -------------------------- |
| Frisch Auf Göppingen   | – | THW Kiel       | 30:31 (15:13)              |
| SG Flensburg-Handewitt | – | HSG Nordhorn   | 38:36 (32:32, 14:13) n. V. |

#### 1. Halbfinale
Frisch Auf Göppingen: Galia, Shejbal – Kraus (4), Schweikardt (2), Oprea  (4), Struck  (1), Souza  (4), Amargant (2), Stelmokas  (5), García  (2), Michel, Walther, Knežević  (6/2)
THW Kiel: Fritz, Klockmann – Petersson (11/4), Lundström (4), Pungartnik, Hagen (3), Petersen  (1), Lövgren  (4), Wagner, Ahlm  (2), Schindler, Boquist, Zeitz  (6)

#### 2. Halbfinale
SG Flensburg-Handewitt: Holpert, Beutler – Solberg (2), Palmar (1), Lacković (6), Runge, Jensen, Christiansen (8/3), Klimovets (7), Stryger  (7/3), Lijewski  (2), Boldsen  (5)
HSG Nordhorn: Gentzel, Larsson – Machulla (1), Ursic  (4), Arrhenius  (4), Filip (11/4), Glandorf  (8), Przybecki (4), Vranjes (3), Leissink, Schumann, Franzén (1), Bult

### Spiel um Platz 3
Das Spiel um Platz 3 fand am 17. April 2005 um 12.00 Uhr statt.
| Heimmannschaft |   | Gastmannschaft       | Ergebnis                   |
| -------------- | - | -------------------- | -------------------------- |
| HSG Nordhorn   | – | Frisch Auf Göppingen | 35:33 (12:14) n. 7m-Werfen |

### Finale
Das Finale um den DHB-Pokal wurde am 17. April 2005 um 14.30 Uhr ausgetragen.
| Heimmannschaft |   | Gastmannschaft         | Ergebnis      |
| -------------- | - | ---------------------- | ------------- |
| THW Kiel       | – | SG Flensburg-Handewitt | 31:33 (13:16) |

THW Kiel: Fritz, Klockmann – Petersson (9/7), Lundström (4), Pungartnik  (2), Hagen  (7), Petersen , Lövgren, Wagner, Ahlm  (2), Schindler, Boquist  (5), Zeitz  (2)
SG Flensburg-Handewitt: Holpert, Beutler – Solberg  (1), Palmar, Lacković (4), Berge, Jensen (2), Christiansen (8/1), Klimovets (5), Johannsen, Stryger (8/6), Lijewski  (2), Boldsen  (2)